# Fauroux
 Fauroux  es una población y comuna francesa que se encuentra en la región de Mediodía-Pirineos, departamento de Tarn y Garona, en el distrito de Castelsarrasin y cantón de Bourg-de-Visa.

## Demografía
| 291 | 277 | 221 | 196 | 217 | 222 |
| Para los censos de 1962 a 1999 la población legal corresponde a la población sin duplicidades (Fuente: INSEE [Consultar]) |     |     |     |     |     |